# Reminiscence bump
De reminiscentie-effect of reminiscentiehobbel (Engels: reminiscence bump) is het effect dat men meer persoonlijke gebeurtenissen herinnert uit de tienerjaren dan uit andere periodes in het autobiografisch geheugen.
Het geheugen voor gebeurtenissen in de levensloop wordt onder andere bepaald door infantiele amnesie ('childhood amnesia' of 'infantile amnesia'), dat wil zeggen dat men weinig herinneren heeft aan de eerste jaren van zijn leven, en het recentheidseffect (recency effect) dat wil zeggen dat men veel herinneringen heeft aan gebeurtenissen uit het recente verleden. Dat veel oudere personen (zoals 60-plussers) zich relatief veel details kunnen herinneren uit de tienertijd hangt mogelijk samen met het feit dat deze periode een belangrijke fase in hun leven was. Wat in deze periode werd beleefd, wordt door de grotere pregnantie of nieuwheid ook beter onthouden. Maar het zou ook kunnen liggen aan het feit dat het geheugen in deze periode gewoon beter werkt dan op latere leeftijd. Dat brengt weer met zich mee dat herinneringen uit deze periode later ook vaker worden opgehaald. Wat hun voorsprong nog verder vergroot.